# Ceahlău
Ceahlău é uma comuna romena localizada no distrito de Neamţ, na região de Moldávia. A comuna possui uma área de 95.00 km² e sua população era de 2488 habitantes segundo o censo de 2007.